# Wikitravel
Wikitravel er et wikibaseret webprojekt, gående ud på at skabe en verdensomfattende og ajourført rejseguide, baseret på bidrag fra dets brugere.
Projektet blev iværksat i sommeren 2003, og indeholdt i november 2004 knap 3.000 artikler, siden er siden vokset til i 2010 at indeholde næsten 56.000 artikler på alle sidens sprog, og over 20.000 engelske artikler. I 2006 blev projektets servere og varemærke købt af det amerikanske firma Internet Brands. Dette firma lægger så serverplads og båndbredde til sitet, men indkasserer også eventuelle annonceindtægter fra den Google annoncering, der finder sted. Sidens indhold, der er beskyttet af en åben Creative Commons copyleft licens, tilhører stadig de bidragende brugere. 
Der er ingen dansk version af projektet. 
I 2006 besluttede brugere fra den tyske Wikitravel at oprette deres egen version under navnet Wikivoyage, fordi de var utilfredse med udviklingen på Wikitravel. Senere fulgte brugere fra bl.a. den italienske Wikitravel med. I 2012 besluttede den engelsksprogede Wikitravel også at flytte og alle sprog blev samlet under Wikivoyage under Wikimedia Foundation (WMF), en non-profit organisation, der også hoster bl.a. Wikipedia.

## Fodnoter
1. ↑  Multilingual statistics – Wikitravel Shared
2. ↑  Wikitravel:Internet Brands – Wikitravel